# Wolf Maxmilián Lamingen z Albenreuthu
Svobodný pán Wolf Maxmilián Laminger z Albenreuthu, zvaný Lomikar (23. listopadu 1634, Újezd Svatého Kříže – 2. listopadu 1696, Trhanov) byl český šlechtic a podnikatel z rodu Lamingerů z Albenreuthu.

## Život
Byl nejmladší ze čtyř dětí Volfa Viléma Lamingera z Albenreuthu, který přestoupil ke katolické víře a v rámci pobělohorských konfiskací získal vládu nad Chodskem. V roce 1660 se Wolf po soudním procesu o dědictví stal pánem na domažlickém hradě, od roku 1676 sídlil na barokním zámku v Trhanově. V roce 1674 se oženil s Kateřinou Polyxenou, rozenou Popelovou z Lobkowicz († 5. února 1709), vdovou po prezidentu české komory Aleši Ferdinandu Wratislavovi z Mitrowicz († 1669) a měl s ní tři děti.

### Chodské povstání
Laminger patřil k průkopníkům průmyslové výroby v Čechách, vlastnil sklářskou huť, železárnu a textilní manufakturu. Jako pracovní síly využíval také místní Chody, kteří mu však odpírali robotní povinnost s poukazem na stará královská privilegia. Nevoli vzbuzovalo také zabírání zemědělské půdy, kácení lesů, panský monopol na výčep piva, zvyšování daní a usazování německých kolonistů. Roku 1692 vypuklo proti Lamingerovi chodské povstání, po jeho potlačení byl Jan Kozina popraven 28. listopadu 1695 v Plzni. Necelý rok nato zemřel Laminger při hostině na mrtvici, je pohřben v kryptě kostela svatého Martina v Klenčí pod Čerchovem.
Pod jménem Lomikar je hlavní zápornou postavou románu Aloise Jiráska Psohlavci. Jeho děj vychází z legendy, podle které Jan Kozina při popravě vyzval Lomikara „do roka a do dne na boží sůd". Tento příběh jako první zapsal roku 1799 Ernst Papstmann. Na Trhanovsku se dlouho udržely zkazky o tom, že Lomikarův duch v noci straší v podobě bezhlavého jezdce.